# Яманцуг
Яманцу́г — село в Приволжском районе Астраханской области, входит в состав Началовского сельсовета. Большую часть (69 %) населения составляют казахи, проживают также астраханские татары и русские.

## Физико-географическая характеристика
Село расположено в центральной части Приволжского района на берегу реки Кривая Болда. Расстояние до Астрахани составляет 14 километров (до центра города), до районного центра и центра сельского поселения села Началова — 3 километра.
Климат резко континентальный, с жарким и засушливым летом и бесснежной ветреной, иногда с большими холодами, зимой. Согласно классификации климатов Кёппена, тип климата — семиаридный (индекс BSk). 
Часовой пояс
Яманцуг, как и вся Астраханская область, находится в часовой зоне МСК+1. Смещение применяемого времени относительно UTC составляет +4:00.

## Транспорт
Село связано с Астраханью и Началовым маршрутными такси № 125 и № 204. В период навигации также осуществляется пригородное речное сообщение с центром Астрахани (отель «Азимут», 2 пары теплоходов 3 раза в неделю).